# Ambilimbus pacificus
Ambilimbus pacificus is een eenoogkreeftjessoort uit de familie van de Erebonasteridae. De wetenschappelijke naam van de soort is voor het eerst geldig gepubliceerd in 1991 door Huys.